# Winnipeg Jets
Os Winnipeg Jets são um time profissional de hóquei no gelo da cidade de Winnipeg, Manitoba, Canadá. Eles são membros da Divisão Central da Conferência Leste da National Hockey League (NHL).
O time começou como Atlanta Thrashers em 1999, antes de ser comprado pelo grupo canadense True North Sports & Entertainment Limited e relocado em 2011. O nome Winnipeg Jets evoca o primeiro time da cidade, que em 1996 se mudou para o Arizona, para se tornar o Arizona Coyotes.
Como Thrashers, se qualificaram para os playoffs da Stanley Cup uma vez em suas sete temporadas na NHL, durante a temporada 2006-07.

## História

### Atlanta
Em 1997, Atlanta ganhou uma franquia da NHL, que seria o primeiro time de hóquei da cidade desde o Atlanta Flames, que se estabeleceu em 1972 e se mudou em 1980 para Calgary, se tornando o atual Calgary Flames. O nome, escolhido por votação popular, vem do pássaro oficial do estado, o brown thrasher.
O time entrou na NHL em 1999. A temporada inicial foi frustrante, com 14 vitórias e 57 derrotas (o recorde desde que a NHL implantou três pontos por vitória). Nenhum dos 11 jogadores conseguidos no draft de 1999 estão ainda na NHL, com os dois primeiros sendo considerados entre as maiores decepções da história - Patrik Stefan, 1o de todo o draft, era considerado promessa e não rendeu o esperado, enquanto Luke Sellars jogou apenas uma partida.
Nos drafts seguintes, chamaram Dany Heatley, que seria a estrela do time até 2005, e Ilya Kovalchuk, que permaneceria no time até 2009. Ambos se tornaram líderes em gols e assistências no time.
Em setembro de 2003, a Time Warner vendeu o Thrashers e o Atlanta Hawks para o grupo Atlanta Spirit, LLC. Liderados pelo capitão Shawn McEachern e com bons desempenhos do goleiro Kari Lehtonen e muitos gols de Kovalchuk (co-artilheiro da liga com 41 gols), a equipe chegou a liderar sua divisão, mas sem Heatley na maior parte dos jogos após este se lesionar em um acidente de carro que matou seu companheiro de time Dan Snyder, não alcançou os playoffs.
Após o cancelamento da temporada 2004-05, Heatley foi mandado a pedido próprio para o Ottawa Senators, em troca de Marian Hossa e Greg de Vries, e o Thrashers contratou muitos veteranos na esperança de se classificar para a segunda fase. Em 2005-06, a equipe chegou a 41 vitórias, mas em meio a muitas lesões de seus goleiros não se classificou.
Em 2006-07, o time teve seu melhor desempenho, vencendo a Divisão Sudeste e garantindo lugar nos playoffs - na qual foram eliminados em 4 jogos pelo New York Rangers.
A temporada seguinte começou mal, com 6 derrotas consecutivas, e o time acabou apenas em 14o na conferência, resultado repetido em 2008-2009. Em 2009-10, melhoraram o desempenho, ficando em 2o na divisão e 10o na conferência, mas perderam Kovalchuk para o New Jersey Devils. Em 2010-11, ficaram em 12o com 34 vitórias e 36 derrotas.

### Winnipeg

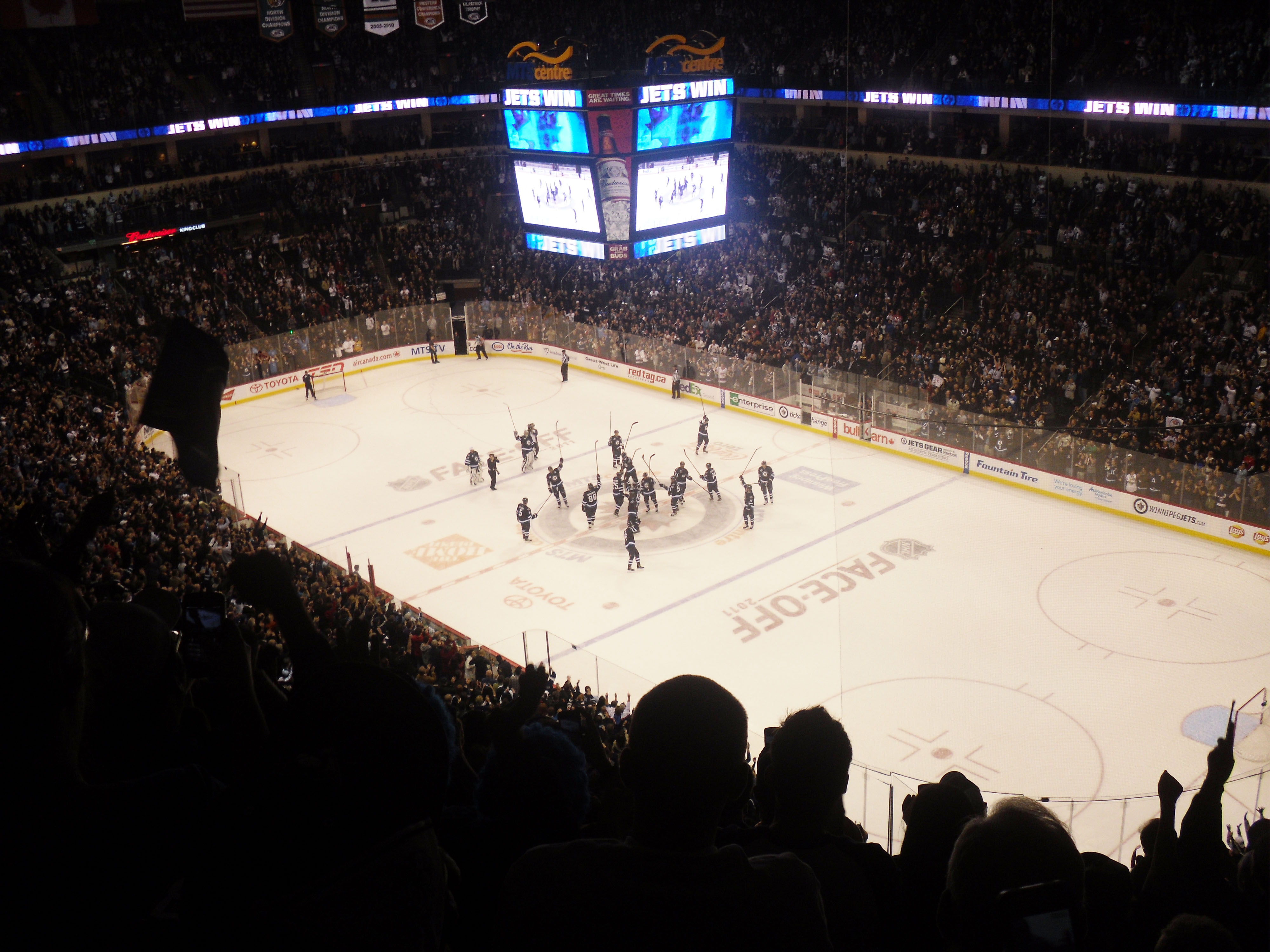
Os Jets celebram sua primeira vitória em Winnipeg em 2012.

Em meio a dificuldades financeiras, ajudado por um processo contra o ex-parceiro Steve Belkin, o ASG buscou novos investidores. Grupos locais buscaram recursos para comprar o time e manter a franquia em Atlanta.
Em maio de 2011, foi anunciada a venda do Thrashers para o grupo canadense True North Sports & Entertainment Limited, que planejava mudar o time para sua cidade-sede, Winnipeg. Em Junho de 2011, a NHL aprovou a venda e relocação, bem como usar novamente o nome Winnipeg Jets, originalmente empregado pelo time hoje conhecido Arizona Coyotes. No mesmo mês, os ingressos de temporada do Jets se esgotaram em 17 minutos. Em julho de 2011, foi revelado o logo e cores, que são diferentes das do antigo Jets e homenageiam a Força Aérea Canadense com um CF-18 Hornet sobre uma folha de bordo vermelha. O uniforme foi revelado em setembro. Os Jets permaneceriam no mesmo lugar dos Thrashers até uma reorganização da liga.
O time reestreou na NHL em 9 de Outubro de 2011, contra o Montreal Canadiens em casa no MTS Centre. Na Temporada 2011-12 da NHL, os Jets acabaram em 11o no Leste. Na temporada seguinte, encurtada por um locaute, chegaram bem perto do título do Sudeste e uma vaga nos playoffs, mas uma derrota na última rodada combinada com uma vitória do Washington Capitals fez os Jets ficarem na 9a posição e eliminados da segunda fase.
Em 2013, a reorganização da NHL fez os Jets finalmente irem para um posicionamento e calendário geograficamente adequado, na Conferência Oeste e Divisão Central. Em 2015, os Jets se classificaram para os playoffs, marcando o primeiro jogo de pós-temporada em Winnipeg desde 1996.

## Links
- Site oficial
- Arctic Ice Hockey